# Silvana Neves
Silvana Neves de Souza (Vitória, 10 de agosto de 1986) é uma jogadora de futebol de areia brasileira.

## Biografia e carreira
Em setembro de 2018, Silvana conquistou o Campeonato Capixaba defendendo as cores do São Pedro Beach Soccer. Sua equipe derrotou o Vila Velha por 3 a 2 na final. Entre as premiações individuais, a atleta recebeu o prêmio de melhor jogadora do torneio.
Em novembro de 2019, integrou a Seleção Brasileira que foi medalha de prata no torneio sul-americano, realizado na cidade de Luque, no Paraguai. Na partida derradeira, as brasileiras perderam para as paraguais pelo placar de 3 a 1.
Em novembro de 2021, Silvana foi campeã da 21.ª edição do Campeonato Capixaba jogando pelo Vitória. Seu time venceu o Vila Velha na final por 3 a 2 e a atleta foi a artilheira da competição com oito gols marcados.
Em agosto de 2022, foi vice-campeã Estadual jogando, novamente, pelo Vitória. O time da capital perdeu a partida decisória por 2 x 1 para a equipe de Linhares. Silvana foi a artilheira da competição com 10 gols.
Em fevereiro de 2023, sagrou-se campeã do America Winners Cup, realizado em El Salvador, jogando pelo São Pedro e dorretoando a equipe do Barra de Santiago por 5 a 2 na partida final. Em outubro do mesmo ano, foi vice-campeã do World Winners Cup Sard, realizado em Alghero, na Itália, defendendo o São Pedro. A partida final foi contra o time ucraniano Mryia-2006, onde a equipe brasileira perdeu por 5 a 3.

## Principais conquistas
Campeonato Capixaba
- Campeã – 2018, 2021
- Vice-campeã – 2022

Torneio sul-americano
- Campeã – 2019

America Winners Cup
- Campeã – 2023

World Winners Cup Sard
- Vice-campeã – 2023